# 1991년
1991년은 화요일로 시작하는 평년이다. 이 해는 1947년에 시작된 냉전의 마지막 해였다. 이 해 말에 소련은 붕괴되었고, 15개의 독립 공화국과 CIS가 그 자리를 대신했다.

## 사건
- 1월 17일 - 다국적군, 이라크에 공격을 개시하다. (걸프 전쟁 발발)
- 1월 30일 - 김부남 사건이 발생하다.
- 2월 27일 - 걸프전 종전. 쿠웨이트 해방.
- 3월 3일 - 사인방 사건 재판에서 무기징역형 선고를 받고 복역하던 장칭이 당시 중화인민공화국의 최고 실세였던 장쩌민이 조치를 내린 형집행정지로 석방된 동시에 가택연금 조치로 처분되었다.
- 3월 5일 - 제1호 태풍 샤론이 발생하였다.
- 3월 26일 - 대한민국, 5·16 군사 정변 이후 중단된 지방자치제가 30년 만에 부활, 지방선거가 다시 시행되어 기초의회 의원 선거를 실시하였고, 이와 동시에 개구리 소년 사건이 발생하였다.
- 4월 3일 - 이춘재 연쇄 살인 사건 중 마지막 열 번째 사건이 발생하다.
- 4월 26일 - 명지대생 강경대 구타치사 사건이 발생하다.
- 5월 18일 - 헬렌 샤먼(Helen Sharman)이 소유즈 TM-12 임무에 참여하여 영국인 최초로 우주에 갔다.
- 6월 12일 - 보리스 옐친이 러시아의 대통령으로 당선되다.
- 6월 20일 - 지방선거 광역의회 의원 선거
- 6월 25일 - 슬로베니아와 크로아티아, 유고슬라비아로부터 독립 선언하다.
- 7월 19일 - 이베로 아메리카 정상회의가 멕시코 과달라하라에서 출범하다.
- 8월 4일 - 남아프리카 공화국 동남부 해상에서 여객선 오세아노스호가 침몰하는 사고가 발생했으나 단 한 명의 사상자도 없이 승객과 승무원 전원 생존하였다.
- 8월 6일 - 유엔안전보장이사회, 남북한의 유엔가입 신청안을 이의없이 채택함.
- 8월 8일 - 레바논에서 이슬람 지하드에 5년 넘게 인질로 붙잡혀 있던 영국 저널리스트 존 매카시가 풀려나다.
- 8월 14일 - 위안부 피해자 김학순에 의해 일본군 위안부 강제 동원 피해 사실이 처음으로 세상에 공개되다.
- 8월 19일 - 소련의 보수파들이 8월 쿠데타를 일으켜 고르바초프 대통령을 연금하다. (~21일)
- 8월 21일 - 라트비아, 소비에트 연방으로부터 독립하다.
- 8월 22일
  - 대한민국과 알바니아가 수교하다.
  - 대한민국, 태풍 글래디스가 상륙하다.
- 8월 24일
  - 우크라이나, 소비에트 연방으로부터 독립하다.
  - 미하일 고르바초프, 소련 공산당 서기장에서 사임하다.
- 8월 27일 - 몰도바 독립.
- 9월 2일 - 미국, 발트해 3개 공화국(리투아니아, 라트비아, 에스토니아) 독립을 승인하다.
- 9월 4일 - 소비에트 연방, 발트해 3개 공화국(리투아니아, 라트비아, 에스토니아) 독립을 승인하다.
- 9월 6일 - 발트 3국 독립.
- 9월 7일 - 외무부 차관을 단장으로 하는 대표단, 평양 77그룹 아주그룹 각료회의에 참석하다.
- 9월 8일 - 북마케도니아 독립.
- 9월 9일 - 타지키스탄 독립.
- 9월 13일 - 대한민국과 조선민주주의인민공화국 유엔 동시가입결의안을 유엔 사무국에 제출하다.
- 9월 15일 - 유고슬라비아 전쟁: 유고슬라비아 사회주의 연방공화국과 크로아티아 전면 무력 충돌하다.
- 9월 17일 - 대한민국, 조선민주주의인민공화국, 리투아니아, 라트비아, 마셜 제도, 에스토니아, 미크로네시아 연방이 동시에 유엔에 가입하다.
- 9월 18일 - 북마케도니아, 유고슬라비아으로부터 독립을 선언하다.
- 9월 19일 - 알프스산맥에서 석기 시대 사람인 욋치의 미라가 발견되다.
- 9월 21일 - 아르메니아가 독립하다.
- 9월 23일 - 이라크, 유엔 핵사찰단 바그다드에 억류되다.
- 9월 24일 - 대한민국 노태우 대통령, 유엔총회에서 기조연설을 하다.
- 10월 3일 - 대한민국과 부룬디가 수교하다.
- 10월 9일 - 전노협, 업종회의 등을 주축으로 한 'ILO 기본조약 비준과 노동법 개정을 위한 전국노동자공동대책위원회(이하 ILO공대위)'가 결성되었다.
- 10월 17일 - 거성관 화재 사고 발생.
- 10월 19일 - 여의도광장에서 여의도광장 차량질주 사건이 일어났다. 이 사고로 어린이 2명이 숨지고 21명이 부상을 입었다.
- 10월 29일 - 갈릴레오 탐사선이 첫 번째로 소행성 (951 Gaspra)을 방문한 우주선이 되었다
- 11월 24일 - 영국의 가수 프레디 머큐리가 자신이 에이즈에 걸렸음을 고백하고 숨졌다.
- 12월 8일 -
  - 벨라베자 조약으로 독립국가연합 창설.
  - 투르크메니스탄의 독립이 승인됐다.
- 12월 9일 - 웅진여성 에이즈 복수극 파문으로 허위 기사로 판명되다.
- 12월 13일 - 남북기본합의서를 체결하다.
- 12월 16일 - 카자흐스탄이 소비에트 연방으로부터 독립하다.
- 12월 24일 - 러시아 연방, 유엔에 가입하면서 소련 계승.
- 12월 25일 - 미하일 고르바초프, 소련 대통령 사임.
- 12월 26일 - 세계 최초 공산주의 국가, 소련 공식 해체. 완벽하게 냉전 종료.
- 12월 29일 - 중화항공 358편 추락 사고 발생.

## 문화
- 2월 5일 - 대한민국의 대기업인 현대미디어그룹을 설립하였다.
- 2월 20일 - 현대자동차에서 2세대 뉴쏘나타를 출시하다.
- 3월 -  일본에서 크레용 신짱 (짱구는 못말려)이 주간 액션에 정식으로 출간되기 시작함.
- 3월 11일 - KBS 라디오서울, 오후 5시(한국 표준시)에 폐국.
- 3월 20일 - SBS 라디오 AM 방송 개국.
- 5월 7일 - 현대자동차에서 4도어 뉴엑셀을 출시하다.
- 5월 14일 - 대우국민차(대우조선해양의 전신인 대우조선 계열)에서 티코 출시.(시판은 같은 달 17일)
- 6월 3일 - 대우자동차(한국GM의 전신)에서 프린스 시판.
- 6월 28일 ~ 7월 7일 - 1991년 CONCACAF 골드컵이 개최되었다.
- 7월 26일 -  일본에서 세가의 대표 게임인 소닉 더 헤지호그 시리즈의 첫 작품이 메가드라이브로 발매되었다.
- 8월 6일 - 팀 버너스리가 월드 와이드 웹을 공개하였다.
- 8월 25일 - 리누스 토르발스가 유즈넷 뉴스그룹에 새로운 자유 운영 체제를 만들고 있다고 발표했다.
- 9월 7일 - KBS홀이 개관하였다.
- 9월 17일 - 성남시 중원구 분당출장소가 분당구로 분리됨.
- 9월 25일 - 현대정공(현대모비스의 전신)에서 갤로퍼 시판.
- 10월 - 대우자동차(한국GM의 전신)에서 슈퍼 살롱 시판.
- 10월 1일 - 국군의 날이 법정공휴일에서 제외되었다.
- 10월 9일 - 한글날이 법정공휴일에서 제외되었으며, 2013년부터 공휴일로 재지정되었다.
- 10월 12일 -  중화인민공화국 선전 바오안 국제공항이 개항했다.
- 10월 13일 - KBO 리그 한국시리즈 4차전에서 해태 타이거즈가 빙그레 이글스를 5대 4로 꺾고 시리즈 전적 4승으로 1989년 이후 2년만에 통산 6번째 우승을 달성하였다.
- 11월 4일 - 대우국민차(대우조선해양의 전신인 대우조선 계열)에서 다마스와 라보 출시.(시판은 같은 달 18일)
- 11월 11일 - 서울지방항공청 발족.
- 11월 26일 -  미국에서 마이클 잭슨이 Dangerous를 발매하였다.
- 12월 5일 - 잡지 코믹챔프 창간.
- 12월 9일 - 대한민국 SBS TV 방송 개국 및 광고방송(상업광고방송) 실시.
- 12월 17일 - 1992학년도 학력고사 실시.

## 탄생

### 1월
- 1월 1일 - 대한민국의 레이싱 모델, 영화배우 이아민.
- 1월 2일
  - 대한민국의 전 가수 유지.
  - 대한민국의 희극인 정진하.
  - 대한민국의 성우 김수영.
- 1월 3일
  - 대한민국의 가수 구하라 (카라). (~2019년)
  - 대한민국의 전직 아나운서, 방송인 조유영.
  - 미국의 농구 선수 다리우스 모리스.
  - 핀란드의 아이스하키 선수 요나스 내티넨.
- 1월 4일
  - 대한민국의 가수 배나라.
  - 대한민국의 테니스 선수 김지혜.
- 1월 5일
  - 대한민국의 댄스 스포츠 선수 이해인.
  - 스페인의 축구 선수 다니엘 파체코.
- 1월 6일 - 대한민국의 뮤지컬 배우 정다운.
- 1월 7일
  - 대한민국의 배우 안우연.
  - 대한민국의 정치인 여명.
  - 대한민국의 핸드볼 선수 김선화.
  - 남아프리카 공화국의 육상 선수 캐스터 세메냐.
  - 벨기에의 축구 선수 에덴 아자르.
  - 프랑스의 축구 선수 클레망 그르니에.
- 1월 8일
  - 대한민국의 리듬체조 선수 신수지.
  - 대한민국의 래퍼 신지민 (AOA).
  - 조선민주주의인민공화국의 축구 선수 리영철.
  - 몬테네그로의 축구 선수 스테판 사비치.
  - 대한민국의 야구 선수 길태곤.
- 1월 9일
  - 대한민국의 전 축구 선수 박준혁.
  - 대한민국의 축구 선수 전훈.
- 1월 10일
  - 스페인의 핸드볼 선수 곤살로 페레스 데 바르가스.
  - 영국의 배우 피네건 올드필드.
- 1월 11일
  - 일본의 프로 야구 선수 나카시마 다쿠야.
  - 대한민국의 가수 진영.
- 1월 12일
  - 영국의 가수 픽시 로트.
  - 대한민국의 배우 서이안.
  - 대한민국의 가수 반석.
  - 대한민국의 가수, 복싱 선수 주형.
- 1월 13일 - 미국의 야구 선수 호비 밀너.
- 1월 14일
  - 미국의 야구 선수 스티븐 피스코티.
  - 미국 태생 체코의 야구 선수 에릭 소가드.
- 1월 15일
  - 대한민국의 레이싱 모델 이은서.
  - 대한민국의 럭비 선수 안드레 진.
  - 대한민국의 가수 양화.
  - 스페인의 축구 선수 마르크 바르트라.
  - 미국의 레슬링 선수 애들린 그레이.
- 1월 16일
  - 대한민국의 가수 이대원.
  - 대한민국의 전직 배구 선수 김미연.
- 1월 17일
  - 대한민국의 가수 기섭 (유키스).
  - 대한민국의 뮤지컬 배우, 가수 송상은.
  - 핀란드의 랠리 선수 에사페카 라피.
  - 대한민국의 축구 선수 김원준.
- 1월 18일
  - 대한민국의 배우 남이안.
  - 잉글랜드의 배우, 작가, 영화 감독 맷 케인.
- 1월 19일
  - 대한민국의 프로게이머 신노열 (삼성전자 칸).
  - 대한민국의 래퍼 어글리덕.
  - 대한민국의 배우 황인엽.
- 1월 20일 - 대한민국의 가수 글로우션.
- 1월 21일 - 대한민국의 배우 조수향.
- 1월 22일
  - 대한민국의 배우 장다윤.
  - 대한민국의 배우 최배영.
  - 대한민국의 성우 성예원.
- 1월 23일
  - 대한민국의 축구 선수 권영진.
  - 대한민국의 레이싱 모델 및 영화 배우 이다령.
  - 대한민국의 배우 정연주.
- 1월 24일
  - 대한민국의 래퍼 기리보이.
  - 우크라이나의 레슬링 선수, 정치인 잔 벨레뉴크.
  - 우크라이나의 레슬링 선수 파르비즈 나시보우.
- 1월 25일
  - 일본의 가수 세키구치 멘디.
  - 미국의 배우 아리아나 데보세.
  - 일본의 성우, 배우 키타무라 료.
  - 대한민국의 축구 선수 김동혁.
- 1월 26일
  - 대한민국의 배우 김동범.
  - 대한민국의 배우 김해림.
  - 대한민국의 뮤지컬 배우 영오.
  - 스위스의 프리스타일 스키 선수 마르크 비쇼프베르거.
  - 잉글랜드의 배우 니코 미랠그로.
- 1월 27일
  - 대한민국의 아나운서 강성규.
  - 대한민국의 가수 예아라.
- 1월 28일
  - 대한민국의 야구 선수 정형식.
  - 대한민국의 야구 선수 김재민.
  - 쿠바의 권투 선수 라사로 알바레스.
- 1월 29일
  - 대한민국의 전 리그 오브 레전드 프로게이머 푸만두.
  - 대한민국의 전 배우 박훈정.
- 1월 30일
  - 대한민국의 전직 스타크래프트 프로게이머 김정우.
  - 대한민국의 방송인 변서은.
  - 중화인민공화국의 배우 장위시.
- 1월 31일
  - 대한민국의 뮤지컬 배우 정종락.
  - 대한민국의 미스코리아 이슬기.

### 2월
- 2월 1일
  - 대한민국의 기상 캐스터, 방송인 김민아.
  - 대한민국의 아나운서 송서미.
  - 알제리의 축구 선수 파우지 굴람.
  - 이탈리아의 축구 선수 루카 칼디롤라.
- 2월 2일 - 대한민국의 프로게이머 최원석.
- 2월 3일 - 대한민국의 배구 선수 염혜선.
- 2월 4일
  - 대한민국의 배우 이아진.
  - 대한민국의 가수 김준원.
- 2월 5일
  - 대한민국의 전 가수 안다.
  - 대한민국의 배우 최지희.
  - 대한민국의 야구 선수 장민익.
  - 대한민국의 가수, 태권도 선수 겸 배우 나태주.
- 2월 6일 - 대한민국의 가수 후자.
- 2월 7일 - 대한민국의 배우 김우혁.
- 2월 8일 - 대한민국의 가수 남우현 (인피니트).
- 2월 9일
  - 독일의 축구 선수 알무트 슐트.
  - 대한민국의 유튜버 장삐쭈.
  - 중화인민공화국의 유도 선수 청쉰자오.
- 2월 10일
  - 미국의 배우 엠마 로버츠.
  - 대한민국의 가수 록현 (백퍼센트).
  - 미국의 모델 서맨사 후프스.
- 2월 11일
  - 대한민국의 배우 오승훈.
  - 대한민국의 싱어송라이터 엘로.
  - 대한민국의 배우 서은우.
- 2월 12일
  - 대한민국의 전 프로게이머 정종현.
  - 대한민국의 축구 선수 가솔현.
  - 대한민국의 전 프로게이머 마린.
  - 일본의 아나운서 히로나카 아야카.
- 2월 13일
  - 대한민국의 레이싱 모델 유다솜.
  - 프랑스의 축구 선수 엘리아킴 망갈라.
  - 스웨덴의 축구 선수 폰투스 얀손.
  - 대한민국의 기상 캐스터 김하윤.
- 2월 14일 - 오스트리아의 사이클 선수, 수학자 아나 키젠호퍼.
- 2월 16일
  - 스페인의 축구 선수 세르히오 카날레스.
  - 대한민국의 축구 선수 이현영.
  - 대한민국의 가수 장하온.
- 2월 17일
  - 영국의 싱어송라이터 에드 시런.
  - 잉글랜드의 배우, 모델 보니 라이트.
- 2월 18일
  - 미국의 배우 제러미 앨런 화이트.
  - 대한민국의 배우 김성민.
  - 대한민국의 치어리더 박기량.
  - 대한민국의 래퍼 가오가이.
- 2월 19일 - 대한민국의 전 보디빌딩 선수 송나은.
- 2월 20일
  - 대한민국의 래퍼 릴샴.
  - 필리핀의 역도 선수 하이딜린 디아스.
- 2월 21일
  - 대한민국의 가수 솔라 (마마무).
  - 대한민국의 축구 선수 지소연.
  - 알제리의 축구 선수 리야드 마레즈.
  - 일본의 가수 세카이.
  - 대한민국의 가수 이소나.
- 2월 22일
  - 우간다의 육상 선수 리베카 체프테게이. (~2024년)
  - 스웨덴의 가수 로빈 센베리.
  - 대한민국의 가수 은율.
- 2월 23일
  - 기니비시우의 축구 선수 제르수 페르난드스.
  - 일본의 성인 비디오 여배우, 그라비아 아이돌 루카와 리나.
- 2월 24일
  - 대한민국의 배우 나혜미.
  - 미국의 모델 에밀리 디도나토.
  - 대한민국의 가수 에이민.
  - 튀르키에의 축구 선수 세미흐 카야.
- 2월 25일
  - 대한민국의 레이싱 모델 민시아.
  - 대한민국의 바둑 기사 김신영.
  - 대한민국의 전 가수 민선e.
- 2월 26일
  - 대한민국의 전 래퍼 CL.
  - 대한민국의 가수 이창섭 (비투비).
  - 대한민국의 배우 이승호.
- 2월 27일
  - 대한민국의 가수 김소유.
  - 대한민국의 배우 서준.
  - 일본의 배우 렌부츠 미사코.
  - 일본의 축구 선수 이부스키 히로시.
- 2월 28일
  - 일본의 배우 야마모토 히카루.
  - 일본의 성우 야마키타 사키.
  - 대한민국의 가수 로이도.
  - 대한민국의 뮤지컬 배우 강상준.

### 3월
- 3월 1일
  - 대한민국의 축구 선수 박준희.
  - 중화인민공화국의 프리스타일 스키 선수 자쭝양.
  - 일본의 아이돌 나리타 리사.
- 3월 2일
  - 대한민국의 축구 선수 김민수.
  - 스코틀랜드의 축구 선수 제이미 네스.
- 3월 3일
  - 대한민국의 가수 박초롱 (에이핑크).
  - 대한민국의 배우 홍지윤.
  - 대한민국의 야구 선수 김상민.
- 3월 4일
  - 대한민국의 전직 기상캐스터 임혜정.
  - 대한민국의 배우 하수민.
- 3월 5일
  - 대한민국의 아나운서 박선영.
  - 독일의 스켈레톤 선수 악셀 융크.
  - 스페인의 축구 선수 비키 로사다.
  - 오스트레일리아의 배우 해나 맹건로런스.
- 3월 6일
  - 대한민국의 농구 선수 강민지.
  - 대한민국의 아이스하키 선수 안진휘.
  - 일본의 야구 선수 요코야마 리쿠토.
- 3월 7일
  - 대한민국의 치어리더 정다혜.
  - 대한민국의 전 축구 선수 김윤식.
- 3월 8일
  - 대한민국의 가수 윤지성. (워너원)
  - 대한민국의 배우 오영주.
  - 일본의 성우 우메하라 유이치로.
  - 미국의 가수 데번 워크하이저.
- 3월 9일
  - 대한민국의 가수 주영.
  - 대한민국의 배우 박유환.
- 3월 10일
  - 대한민국의 전 래퍼 미르.
  - 대한민국의 컬링 선수 김영미.
  - 대한민국의 축구 선수 김동욱.
  - 일본의 싱어송라이터 요네즈 켄시.
  - 대한민국의 방송인, 미스코리아 정소라.
- 3월 11일
  - 중국의 가수 첸링 (모닝구 무스메).
  - 이탈리아의 축구 선수 알레산드로 플로렌치.
- 3월 12일
  - 대한민국의 레이싱 모델 윤채원.
  - 미국의 배우 해나 홀먼.
  - 헝가리의 근대5종 선수 코바치 셔롤터.
- 3월 13일
  - 미국의 전 래퍼 일라이.
  - 대한민국의 전 가수, 배우 권나라.
  - 대한민국의 전 야구 선수 남태혁.
  - 대한민국의 바둑 기사 박창명.
- 3월 14일
  - 일본의 축구 선수 사카이 고토쿠.
  - 대한민국의 방송인 서하얀.
- 3월 15일 - 일본의 배우 키타노 키이.
- 3월 16일
  - 대한민국의 가수 이진아.
  - 대한민국의 축구 선수 이태호.
- 3월 17일 - 대한민국의 배우 한지안.
- 3월 18일
  - 그리스의 축구 선수 미할리스 바카키스.
  - 대한민국의 골프 선수 김자영.
  - 대한민국의 전직 스타크래프트 프로게이머 김태균.
  - 대한민국의 래퍼 장석훈.
- 3월 19일
  - 일본의 가수 사쿠라 모코 (허니팝콘).
  - 대한민국의 전직 스타크래프트 프로게이머 황경영.
  - 대한민국의 가수 신윤아.
  - 브라질의 육상 선수 카이우 본핑.
- 3월 20일
  - 대한민국의 배우 전소니.
  - 중국의 래퍼 캐스퍼.
- 3월 21일
  - 프랑스의 축구 선수 앙투안 그리즈만.
  - 콜롬비아의 축구 선수 마테우스 우리베.
  - 영국의 사브르 펜싱 선수 소피 윌리암스.
- 3월 22일 - 대한민국의 오르간연주가 이예원.
- 3월 23일
  - 대한민국의 전 야구 선수 문찬종.
  - 일본의 가수 센가 켄토 (Kis-My-Ft2).
  - 핀란드의 아이스하키 선수 에리크 하울라.
- 3월 24일 - 대한민국의 프로 바둑기사 김미리.
- 3월 25일 - 대한민국의 가수 코코.
- 3월 26일
  - 대한민국 출신 미국 야구 선수 롭 레프스나이더.
  - 대한민국의 앵커, 전 아나운서 정성욱.
  - 대한민국의 바둑 기사 허진.
- 3월 27일
  - 대한민국의 배우 오승윤.
  - 대한민국의 성우 정유정.
- 3월 28일
  - 대한민국의 배우 류혜영.
  - 대한민국의 배우 이호원.
  - 오스트레일리아의 축구 선수 루카스 힌터제어.
- 3월 29일
  - 대한민국의 가수 아이린 (레드벨벳).
  - 대한민국의 배우 원진아.
  - 캐나다의 무술가, 스턴트 배우 서맨사 조.
  - 프랑스의 축구 선수 은골로 캉테.
  - 일본의 가수 후카가와 마이. (노기자카46)
- 3월 30일
  - 일본의 성우 사사키 미코이.
  - 대한민국의 배우 서한결.
  - 대한민국의 모델 이호연.
- 3월 31일
  - 대한민국의 전직 스타크래프트 프로게이머 최정민.
  - 미국의 가수 다니엘 (DMTN).
  - 미국의 모델 이성희.

### 4월
- 4월 1일
  - 네덜란드의 축구 선수 바니티 레베리사.
  - 대하민국의 축구 선수 김승대.
- 4월 2일
  - 대한민국의 전직 스타크래프트 프로게이머 김상욱.
  - 대한민국의 야구 선수 임정우.
- 4월 3일
  - 미국의 가수 헤일리 기요코.
  - 대한민국의 가수 표혜미. (나인뮤지스)
  - 대한민국의 가수 백승헌.
- 4월 4일
  - 일본의 배우 코이케 유이.
  - 미국의 배우, 가수 제이미 린 스피어스.
  - 일본의 전 축구 선수 핫토리 고헤이.
  - 미국의 레드삭스 선수 마틴 델 로사리오.
- 4월 5일
  - 대한민국의 야구 선수 김정수.
  - 잉글랜드의 축구 선수 너새니얼 클라인.
- 4월 6일
  - 대한민국의 성우 김다올.
  - 독일의 축구 선수 알렉산드라 포프.
- 4월 7일
  - 영국의 가수 앤마리.
  - 세르비아의 축구 선수 루카 밀리보예비치.
- 4월 8일 - 일본의 가수 다카하시 미나미 (AKB48).
- 4월 9일
  - 대한민국의 배우 김도연.
  - 프랑스의 배우 마린 박트.
- 4월 10일
  - 대한민국의 유튜버 잇섭.
  - 미국의 가수, 배우 어맨다 미샤카.
- 4월 11일
  - 일본의 가수 마노 에리나.
  - 대한민국의 배우 방초록.
  - 스페인의 축구 선수 티아고 알칸타라.
- 4월 12일
  - 대한민국의 바둑 기사 김정현.
  - 대한민국의 유도 선수 김성연.
- 4월 13일 - 브라질의 축구 선수 지바니우통 마르친스 페헤이라.
- 4월 14일 - 대한민국의 배우 김용지.
- 4월 15일
  - 일본의 가수 아리오카 다이키 (Hey! Say! JUMP).
  - 대한민국의 프로게이머 안한별.
  - 대한민국의 배우 차서원.
  - 일본의 해커 가네시로 타다시.
- 4월 16일
  - 대한민국의 프로게이머 김동원.
  - 대한민국의 래퍼 IAMMONEY.
  - 대한민국의 미스코리아, 방송인 김정은.
  - 대한민국의 축구 선수 김경중.
- 4월 17일
  - 대한민국의 작가 손희애.
  - 대한민국의 유도 선수 정보경.
  - 대한민국의 방송인 김정은.
  - 대한민국의 배우 김대현.
  - 대한민국의 前 농구 선수 김창모.
- 4월 19일
  - 대한민국의 유튜버 새송.
  - 대한민국의 가수 달리.
  - 대한민국의 배우, 모델 김현준.
  - 대한민국의 육상 선수 김국영.
- 4월 20일
  - 일본의 가수 노나카 미사토. (AKB48)
  - 카자흐스탄의 역도 선수 파르하트 하르키.
- 4월 21일 - 가나의 방송인, 배우 샘 오취리.
- 4월 22일
  - 이라크의 축구 선수 아흐메드 야신.
  - 일본의 성우 사이토 소마.
  - 대한민국의 프로게이머 에스카.
  - 대한민국의 스피드 스케이팅 선수 주형준.
- 4월 23일
  - 대한민국의 래퍼 자이언트핑크.
  - 대한민국의 프로게이머 신대근.
- 4월 24일 - 대한민국의 배우 이슬비.
- 4월 25일 - 대한민국의 배우 정인선.
- 4월 26일 - 대한민국의 가수 겸 작곡가 단테.
- 4월 27일
  - 스페인의 축구 선수 이사크 쿠엔카.
  - 대한민국의 배우 한재이.
  - 스위스의 알파인 스키 선수 라라 구트베라미.
- 4월 28일 - 대한민국의 가수 동현.
- 4월 29일
  - 대한민국의 전 래퍼 무스.
  - 대한민국의 배우 정혜성.
  - 대한민국의 배우 문지후.
  - 일본의 가수 스즈키 마리야.
  - 대한민국의 배구 선수 김희진. (AKB48)
  - 일본의 가수, 모델, 배우 오오세 카에데.
  - 일본의 아이돌 스즈키 마리야. (AKB48)
- 4월 30일
  - 프랑스의 축구 선수 레티시아 필리프.
  - 일본의 가수 센고쿠 미나미.
  - 미국의 래퍼, 디자이너 트래비스 스콧.

### 5월
- 5월 1일
  - 대한민국의 가수, 작곡가 미모.
  - 미국의 야구 선수 마커스 스트로먼.
- 5월 2일
  - 대한민국의 가수 정진운 (2AM).
  - 대한민국의 가수 남유정 (브레이브걸스).
  - 미국의 팝 가수 로지 크레인.
- 5월 3일
  - 아르헨티나의 축구 선수 로헬리오 푸네스 모리.
  - 대한민국의 가수 서사무엘.
  - 필리핀의 배우, 영화 프로듀서, 영화 각본가, 모델, 사회자 벨라 파디야.
- 5월 4일
  - 대한민국의 아나운서 김세연.
  - 대한민국의 아이스하키 선수 김원준.
- 5월 5일 - 멕시코의 야구 선수 라울 히메네스.
- 5월 6일 - 대한민국의 배우 안은진.
- 5월 7일
  - 이탈리아의 축구 선수 엘리사 바르톨리.
  - 대한민국의 래퍼 저스디스.
- 5월 8일
  - 대한민국의 레이싱 모델 임솔아.
  - 대한민국의 야구 선수 김대유.
- 5월 9일
  - 일본의 축구 선수 하라구치 겐키.
  - 대한민국의 미스코리아 출신 아나운서 박아름.
- 5월 10일
  - 대한민국의 배우, 모델, 유튜버 이민지.
  - 일본의 싱어송라이터 MACO.
  - 대한민국의 래퍼 겸 안무가 빅원.
- 5월 11일
  - 대한민국의 아나운서, 기자 이수진.
  - 대한민국의 축구 선수 최지훈.
  - 대한민국의 가수 알케이.
- 5월 12일 - 대한민국의 가수 윤예지.
- 5월 13일
  - 대한민국의 배우 이재응.
  - 프랑스의 축구 선수 프랑시스 코클랭.
  - 아일랜드의 축구 선수 조 메이슨.
- 5월 14일
  - 대한민국의 가수 정해진.
  - 벨기에의 영화 감독 뤼카스 돈트.
- 5월 15일
  - 대한민국의 전 가수 소율. (크레용팝)
  - 대한민국의 희극인 김정현.
  - 대한민국의 정치인 김민수.
  - 대한민국의 예술가, 공연연출가 황유택.
- 5월 16일
  - 미국의 피겨 스케이팅 선수 애슐리 와그너.
  - 불가리아의 테니스 선수 그리고르 디미트로프.
- 5월 17일
  - 대한민국의 야구 선수 김창혁.
  - 대한민국의 바둑 기사 박지연.
  - 대한민국의 작가, 유튜버 김겨울.
  - 일본의 전 가수 코바야시 카나. (AKB48)
- 5월 18일 - 이라크의 축구 선수 잘랄 하산.
- 5월 19일 - 대한민국의 야구 선수 최지만.
- 5월 20일
  - 대한민국의 배우 임세주.
  - 대한민국의 수영 선수 최혜라.
- 5월 21일
  - 미국의 군인 힐다 클레이턴.
  - 대한민국의 축구 선수 이호석.
  - 대한민국의 연극, 뮤지컬 연출가, 프로듀서 김현준.
  - 대한민국의 가수 모니카.
- 5월 22일
  - 대한민국의 가수 수호. (EXO, EXO-K)
  - 나이지리아의 축구 선수 조엘 오비.
  - 잉글랜드의 축구 선수 카일 바틀리.
  - 브라질의 배우, 가수 소피아 아브라앙.
- 5월 23일
  - 대한민국의 배우 강훈.
  - 대한민국의 쇼트트랙 선수 한승수.
- 5월 24일
  - 대한민국의 배우 김윤혜.
  - 대한민국의 래퍼 나다.
  - 대한민국의 배우 윤아름.
  - 일본의 가수 우메다 에리카.
  - 일본의 컬링 선수 후지사와 사쓰키.
  - 일본의 컬링 선수 요시다 지나미.
- 5월 25일 - 아르헨티나의 축구 선수 귀도 카리요.
- 5월 26일
  - 대한민국의 전 가수, 배우 조아영. (달샤벳)
  - 미국의 영화 배우, 가수, 댄서 줄리아나 로즈 마우리엘로.
- 5월 27일 - 대한민국의 뮤지컬 배우 정휘.
- 5월 28일
  - 대한민국의 축구 선수 지동원.
  - 프랑스의 축구 선수 알렉상드르 라카제트.
- 5월 29일
  - 일본의 성우 하야미 사오리.
  - 대만의 배우 왕다루.
  - 쿠바의 육상 선수 야이메 페레스.
  - 스웨덴의 축구 선수 로빈 시모비치.
  - 일본의 축구 선수 마쓰모토 다이키.
- 5월 30일 - 대한민국의 가수 사라.
- 5월 31일
  - 대한민국의 바둑 기사 강다정.
  - 미국의 방송인, 사회자 파라 에이브러햄.
  - 미국 프로 야구 세인트루이스 카디널스의 선수 맷 보우먼.

### 6월
- 6월 1일
  - 독일, 미국의 배우 자시 비츠.
  - 대한민국의 전직 스티그래프트 프로게이머 조병세.
  - 일본의 전 축구 선수 사사가키 다쿠야.
- 6월 2일
  - 대한민국의 배우 진소연.
  - 대한민국의 가수 해나.
- 6월 3일
  - 대한민국의 배우 조이현.
  - 대한민국의 배우 김유리.
  - 대한민국의 가수 혜이니.
  - 대한민국의 전직 스타크래프트 프로게이머 박수호.
  - 도미니카공화국의 야구 선수 요르다노 벤투라. (~2017년)
- 6월 4일
  - 대한민국의 전 래퍼 에이제이.
  - 영국의 배우 메건 프레스콧.
  - 영국의 배우 캐스린 프레스콧.
  - 이탈리아의 축구 선수 로렌초 인시녜.
  - 대한민국의 가수 시윤.(유키스)
- 6월 5일
  - 대한민국의 희극인 남궁경호.
  - 대한민국의 배우 김소영.
- 6월 6일
  - 대한민국의 가수 손동운 (비스트, 하이라이트).
  - 대한민국의 가수 장재인.
  - 일본의 가수 요네자와 루미. (AKB48)
- 6월 7일 - 대한민국의 래퍼 릴보이.
- 6월 8일
  - 독일의 모델 스테파니 미초바.
  - 대한민국의 성악가 존 노.
  - 대한민국의 축구 선수 이용재.
- 6월 9일 - 중화인민공화국의 쇼트트랙 선수 저우양.
- 6월 10일 - 대한민국의 가수 예지.
- 6월 11일 - 일본의 가수 토노오카 에리카.
- 6월 12일 - 캐나다의 가수, 싱어송라이터 제시 레예스.
- 6월 13일
  - 우크라이나 출신 아제르바이잔의 유도 선수 이리나 킨제르스카.
  - 대한민국의 가수 강시라.
  - 잉글랜드의 축구 선수 라이언 메이슨.
  - 인도네시아의 방송인 한유라.
- 6월 14일
  - 그리스의 축구 선수 코스타스 마놀라스.
  - 대한민국의 배우 송다은.
  - 리투아니아의 역도 선수 아우리마스 디지발리스.
  - 잉글랜드의 가수 제시 넬슨.
  - 스페인의 축구 선수 마르틴 몬토야.
- 6월 15일
  - 대한민국의 기자 박서경.
  - 일본의 배우 다케다 리나.
- 6월 16일
  - 대한민국의 가수 신우 (B1A4).
  - 대한민국의 가수 임영웅.
  - 대한민국의 싱어송라이터 한태인.
  - 우즈베키스탄의 복싱 선수 파즐리딘 가이브나자로프.
  - 필리핀의 사회자, 배우, 가수 라이언 방.
- 6월 17일
  - 대한민국의 배우 문동혁.
  - 대한민국의 전직 스타크래프트트 프로게이머 장민철.
  - 대한민국의 디자이너 김현지.
  - 일본의 배우 하루.
- 6월 18일
  - 대만의 배우, 가수 커전둥.
  - 일본의 배우 겸 가수 오카모토 레이.
- 6월 19일
  - 크로아티아의 축구 선수 안드레이 크라마리치.
  - 덴마크의 축구 선수 카트리네 베예.
- 6월 20일
  - 대한민국의 전직리그 오브 레전드  프로게이머 HW4NG.
  - 세네갈의 축구 선수 칼리두 쿨리발리.
  - 미국의 배우 루비 모딘.
- 6월 21일
  - 대한민국의 야구 선수 안승민 (한화 이글스).
  - 대한민국의 가수 민 (미스에이).
  - 대한민국의 희극인 장하나.
  - 대한민국의 가수 PERC%NT.
  - 콩고 민주 공화국의 축구 선수 가엘 카퀴타.
- 6월 22일 - 대한민국의 가수 이서준.
- 6월 24일
  - 일본의 가수 키타하라 리에. (NGT48)
  - 일본의 성우 쿠와하라 유우키.
  - 대한민국의 농구 선수 김민구.
  - 카타르의 육상 선수 무타즈 이사 바르심.
- 6월 25일
  - 대한민국의 축구 선수 이호석.
  - 케냐의 축구 선수 빅터 완야마.
  - 튀르키예의 레슬링 선수 소네르 데미르타시.
- 6월 26일
  - 대한민국의 래퍼 안수민.
  - 일본의 성우 하나에 나츠키.
- 6월 27일
  - 대한민국의 전 가수 박민하.
  - 대한민국의 배우 이원근.
  - 대한민국의 트로트 가수 이예준.
  - 일본의 성우, 가수 야마자키 하루카.
- 6월 28일
  - 대한민국의 가수, 뮤지컬 배우 서현 (소녀시대).
  - 대한민국의 가수 강민혁 (씨엔블루).
  - 벨기에의 축구 선수 케빈 더 브라위너.
  - 대한민국의 배우 이재우.
  - 대한민국의 가수, 뮤지컬 배우 가람.
- 6월 29일
  - 대한민국의 축구 선수 석현준 (AFC 아약스).
  - 오스트레일리아의 축구 선수 제이슨 데이비드슨.
- 6월 30일 - 일본의 배우 카호.

### 7월
- 7월 1일
  - 대한민국의 전 리그 오브 레전드 프로게이머 정명훈.
  - 대한민국의 수영 선수 백수연.
  - 스페인의 축구 선수 루카스 바스케스.
  - 대한민국의 프로 사진기사 윤원균.
- 7월 2일 - 대한민국의 배우 김고은.
- 7월 3일
  - 대한민국의 축구 선수 남태희.
  - 러시아의 테니스 선수 아나스타시야 파블류첸코바.
  - 영국의 펜싱 선수 제임스앤드루 데이비스.
  - 일본의 가수 이타노 도모미 (AKB48).
  - 대한민국의 가수, 뮤지컬배우 신인선.
- 7월 4일
  - 대한민국의 래퍼 슬릭.
  - 프랑스의 권투 선수 술레만 시소코.
- 7월 5일 - 대한민국의 가수, 뮤지컬 배우 박준호.
- 7월 6일 - 대한민국의 가수 이환희.
- 7월 7일
  - 대한민국의 배우 최태준.
  - 대한민국의 아나운서 왕준호.
- 7월 8일
  - 대한민국의 가수 강태리.
  - 대한민국의 희극인 황신영.
  - 네델란드의 축구 선수 버질 판 데이크.
  - 대한민국의 가수 두리.
  - 영국의 배우 제이미 블래클리.
- 7월 9일 - 대한민국의 축구 선수 이기제.
- 7월 10일
  - 일본의 가수 마에다 아쓰코 (AKB48).
  - 대한민국의 리듬체조 선수 김윤희.
  - 대한민국의 배우 정유민.
  - 우크라이나의 리듬체조 선수 알리나 막시멘코.
- 7월 11일
  - 대한민국의 성악가, 뮤지컬 배우 박회림.
  - 대한민국의 희극인 정승빈.
  - 독일의 유도 선수 카를리하르트 프라이.
  - 일본의 배우 사카구치 켄타로.
  - 중국의 배우 한청위.
- 7월 12일
  - 대한민국의 가수 은하수.
  - 콜롬비아의 축구 선수 하메스 로드리게스.
  - 스페인의 테니스 선수 파블로 카레뇨 부스타.
  - 코스타라카의 배우 다니엘 소바토.
- 7월 13일
  - 미국의 야구 선수 타일러 스캐그스. (~2019년)
  - 태국의 배우, 모델 앙수말린 신팟라삭메타.
- 7월 14일
  - 대한민국의 기상 캐스터 강지수.
  - 미국의 가수 지호지방시.
- 7월 15일
  - 일본의 가수 카시와기 유키 (AKB48).
  - 일본의 축구 선수 다니구치 쇼고.
  - 대한민국의 야구 선수 양석환.
  - 브라질의 축구 선수 다닐루 루이스 다 시우바.
  - 일본의 성우 히오카 나츠미.
  - 미국의 농구 선수 데릭 페이버스.
  - 중국의 야구 선수 왕천싱.
  - 대한민국의 배우 윤영경.
- 7월 16일 - 대한민국의 가수 하로.
- 7월 17일 - 미국의 힙합 가수 맨.
- 7월 18일
  - 대한민국의 현대무용가 김민진.
  - 일본의 배우 야마모토 미즈키.
- 7월 19일
  - 대한민국의 리그 오브 레전드 프로게이머 박상면.
  - 대한민국의 레이싱모델 이연윤.
  - 대한민국의 전 기상캐스터 김태림.
  - 대한민국의 야구 선수 정대현.
  - 대한민국의 가수 강설민.
- 7월 20일
  - 대한민국의 가수 시온.
  - 대한민국의 리그 오브 레전드 프로게임단 지도자 이종원.
- 7월 21일 - 일본의 배우, 가수 야스이 켄타로.
- 7월 22일
  - 대한민국의 모델 신재은.
  - 대한민국의 컬링 선수 이예준.
- 7월 23일
  - 대한민국의 전직 스타크래프트 프로게이머 이호준.
  - 대한민국의 배우 김성은.
  - 대한민국의 축구 선수 이광진.
  - 대한민국의 야구 선수 황인준.
  - 칠레의 축구 선수 크리스티아네 엔들레르.
- 7월 24일
  - 대한민국의 가수 메이다니.
  - 대한민국의 전 스타크래프트 프로게이머 황병영.
- 7월 25일
  - 대한민국의 축구 선수 이재명.
  - 대한민국의 가수 오핑.
- 7월 26일 - 대한민국의 야구 선수 박준태.
- 7월 27일
  - 일본의 가수 마쓰이 레나 (SKE48).
  - 대한민국의 배우 조윤우.
  - 일본의 만화가 하루바 네기.
  - 대한민국의 배우 주종혁.
  - 대한민국의 배우 이태경.
- 7월 28일
  - 대한민국의 아나운서, 스포츠 캐스터 최지현.
  - 일본의 배우 아이자와 리나.
  - 대한민국의 축구 선수 최성근.
- 7월 29일
  - 대한민국의 가수 김유환 (스피드).
  - 대한민국의 축구 선수 김주원.
  - 대한민국의 뮤지컬 배우 최훈호.
  - 대한민국의 전 배드민턴 선수 성지현.
- 7월 30일
  - 대한민국의 가수 벤.
  - 대한민국의 배우 지율.
  - 잉글랜드의 가수 다이애나 비커스.
- 7월 31일 - 대한민국의 야구 선수 문선엽.

### 8월
- 8월 1일 - 대한민국의 전직 스타크래프트 프로게이머 정민수.
- 8월 2일 - 대한민국의 가수 김태양.
- 8월 3일
  - 대한민국의 가수 남영주.
  - 대한민국의 배우 지은성.
  - 일본의 가수 마스다 유카. (AKB48)
  - 일본의 양궁 선수 가와나카 가오리.
- 8월 5일
  - 오스트리아의 축구 선수 안드레아스 바이만.
  - 대한민국의 야구 선수 이정담.
  - 대한민국의 축구 선수 김지수. (~2007년)
  - 대한민국의 배우 위하준.
- 8월 6일 - 대한민국의 레이싱 모델 송다혜.
- 8월 7일
  - 대한민국의 가수 오시영.
  - 미국의 야구 선수 마이크 트라우트.
  - 대한민국의 배우 이지영.
- 8월 8일
  - 스페인의 축구 선수 마르타 코레데라.
  - 카메툰의 축구 선수 조엘 마티프.
- 8월 9일
  - 대한민국의 가수 헤이즈.
  - 미국의 프로레슬링 선수 알렉사 블리스.
  - 인도의 배우, 모델 한시카 모트와니.
- 8월 10일 - 스페인의 전 오버워치 프로게이머 호나탄 테헤도르 루아.
- 8월 11일
  - 대한민국의 가수 조현영 (레인보우).
  - 대한민국의 가수 정동환 (멜로망스).
  - 대한민국의 인터넷 방송인 간다효.
  - 대한민국의 유튜버 효기심.
  - 에티오피아의 육상 선수 타미라트 톨라.
- 8월 12일
  - 일본의 배우 오자와 렌.
  - 대한민국의 배우 강영석.
- 8월 13일
  - 대한민국의 축구 선수 백성동.
  - 스웨덴의 축구 선수 힐다 칼렌.
  - 대한민국의 사이클 선수 이주희.
- 8월 14일
  - 대한민국의 전직 스타크래프트 프로게이머 와꾸대장봉준.
  - 스웨덴의 프리스타일 스키 선수 헨리크 할라우트.
- 8월 15일 - 대한민국의 가수 프린.
- 8월 16일
  - 대한민국의 가수 훈 (유키스).
  - 대한민국의 가수 리세 (레이디스 코드). (~2014년)
  - 아일랜드의 배우 이반나 린치.
- 8월 17일
  - 일본의 축구 선수 모리야스 쇼헤이.
  - 미국의 배우 오스틴 버틀러.
- 8월 18일 - 대한민국의 뮤지컬 배우 이아름솔
- 8월 19일
  - 대한민국의 배우 이기현.
  - 사우디아라비아의 축구 선수 살렘 알다우사리.
- 8월 20일
  - 대한민국의 배우 한은성.
  - 대한민국의 미스코리아 한호정.
  - 스웨덴의 배우 마델레이네 마르틴.
- 8월 21일
  - 일본의 배우 마나키 레이카.
  - 네덜란드의 축구 선수 레안드로 바쿠나.
- 8월 22일
  - 이탈리아의 축구 선수 페데리코 마케다.
  - 대한민국의 배우 류해준.
  - 대한민국의 배우 손소망.
  - 대한민국의 배우 조보아.
  - 대한민국의 뮤지컬 배우 최원종.
- 8월 23일
  - 대한민국의 기상캐스터, 미스코리아 조수연.
  - 대한민국의 바둑 기사 문도원.
- 8월 24일
  - 대한민국의 전직 스타크래프트 프로게이머 이영한.
  - 대한민국의 전직 스타크래프트 프로게이머 임태규.
  - 일본의 유도 선수 하시모토 소이치.
  - 독일의 축구 선수 마르크 우트.
- 8월 25일 - 대한민국의 전 축구 선수 김세훈.
- 8월 26일
  - 대한민국의 가수 김민석.
  - 미국의 배우 딜런 오브라이언.
  - 대한민국의 축구 선수 박성준.
- 8월 27일 - 대한민국의 가수 이성열 (인피니트).
- 8월 28일
  - 대한민국의 가수 JUN H. (UNVS).
  - 대한민국의 가수 이진희.
  - 미국의 배우, 가수 카일 매시.
  - 일본의 축구 선수 안도 나오토.
- 8월 30일
  - 대한민국의 가수 YY (UNVS).
  - 대한민국의 가수 이상규 (양반들).
  - 대한민국의 모델 태이.
  - 미국의 DJ 데오로.
  - 프랑스의 배우 가이아 와이스.
  - 대한민국의 야구 선수 김주원.
- 8월 31일 - 대한민국의 가수 로이.

### 9월
- 9월 1일
  - 대한민국의 모델, 기업인 김민영.
  - 대한민국의 야구 선수 김선기.
- 9월 2일
  - 대한민국의 가수 유니스.
  - 대한민국의 희극인 조수연.
- 9월 3일 - 대한민국의 기타리스트 이평강.
- 9월 4일
  - 대한민국의 스타크래프트 프로게이머 신동원.
  - 대한민국의 가수 이영호.
  - 대한민국의 엔터테이너 엄준식.
- 9월 5일
  - 잉글랜드의 배우 스캔더 케인스.
  - 일본의 야구 선수 이와사다 유타.
  - 노르웨이의 스피드 스케이팅 선수 헤게 뵈코.
  - 대한민국의 전직 오버워치 프로게이머 류제홍.
  - 미국의 배우 폴리나 싱어.
- 9월 6일
  - 대한민국의 문화예술인 권별.
  - 대한민국의 기업인 권도형.
  - 대한민국의 배우 금새록.
- 9월 7일
  - 대한민국의 가수 방세진.
  - 대한민국의 배우, 방송인 김아라.
- 9월 8일 - 대한민국의 배우 박소담.
- 9월 9일
  - 브라질의 축구 선수 오스카르 두스 산투스 임보아바 주니오르.
  - 대한민국의 아나운서 장혜선.
  - 대한민국의 성악가 김바울.
  - 대한민국의 가수 이미쉘.
  - 중국의 배우 양양.
  - 대한민국의 골프 선수, 방송인 정우재.
- 9월 10일
  - 대한민국의 배우 문예원.
  - 이스라엘의 유도 선수 골란 폴라크.
- 9월 11일
  - 노르웨이의 음악 프로듀서 카이고.
  - 대한민국의 배구 선수 김유리.
- 9월 12일
  - 대한민국의 야구 선수 강한울.
  - 대한민국의 가수 소유. (씨스타)
  - 대한민국의 아나운서 손자희.
  - 벨기에의 축구 선수 토마 뫼니에.
  - 대한민국의 야구 선수 임규빈.
- 9월 13일 - 대한민국의 기업인 다영.
- 9월 14일
  - 대한민국의 가수 나나 (애프터스쿨).
  - 대한민국의 희극인 홍나영.
  - 뉴질랜드의 축구 선수 라이언 데 브리스.
- 9월 15일
  - 대한민국의 가수 이정신 (씨엔블루).
  - 대한민국의 모델, 무용가 박다영.
  - 대한민국의 가수 홍성호.
- 9월 16일
  - 대한민국의 축구 선수 고영표.
  - 대한민국의 바둑 기사 안성준.
- 9월 17일
  - 일본의 성우 코토부키 미나코.
  - 캐나다의 배우 미나 마수드.
  - 대한민국의 골프 선수 안병훈.
- 9월 18일
  - 대한민국의 배우 김현목.
  - 대한민국의 배구 선수 전광인.
- 9월 19일
  - 세르비아의 축구 선수 아뎀 랴이치.
  - 일본의 모델 시마 마키.
  - 미국의 레슬링 선수 헬렌 마룰리스.
- 9월 20일
  - 대한민국의 야구 선수 박종훈.
  - 대한민국의 야구 선수 심동섭.
  - 아랍에미리트의 축구 선수 오마르 압둘라흐만.
  - 대한민국의 모델 정혁.
  - 일본 태생 오스트레일리아의 육상 선수 켈시리 바버.
  - 미국의 배우 조나 메이어슨.
- 9월 21일 - 대한민국의 바둑 기사 류민형.
- 9월 22일 - 대한민국의 농구 선수 두경민.
- 9월 23일
  - 대한민국의 가수 Key (샤이니).
  - 멕시코의 축구 선수 스테파니 마요르.
  - 일본의 배우 아사쿠라 아키.
- 9월 24일
  - 대한민국의 배우 도지한.
  - 대한민국의 래퍼 그냥노창.
  - 대한민국의 유튜버, 가수 조민.
  - 대한민국의 루지 선수 김동현.
  - 일본의 전 축구 선수 사카모토 가즈토.
  - 캐나다의 프리스타일 스키 선수 브리트니 펠런.
- 9월 25일 - 대한민국의 축구 선수 조현우.
- 9월 26일
  - 대한민국의 배우 여민주.
  - 대한민국의 가수 김진우 (위너).
  - 대한민국의 레이싱 모델 민유린.
  - 대한민국의 배우 강서연.
  - 대한민국의 배우 박수연.
  - 대한민국의 축구 선수 김정주.
- 9월 27일
  - 일본의 가수 요코야마 루리카.
  - 일본의 배우 우치다 리오.
  - 루마니아의 테니스 선수 시모나 할레프.
  - 독일의 축구 선수 마르셀 할스텐베르크.
- 9월 28일 - 대한민국의 축구 선수 장현수.
- 9월 29일
  - 대한민국의 가수 유수현.
  - 영국의 태권도 선수 비앙카 워크든.
  - 프랑스의 펜싱 선수 엔조 르포르.
  - 덴마크의 DJ, 음악 프로듀서 마르틴 옌센.
- 9월 30일
  - 대한민국의 리포터 김나윤.
  - 대한민국의 가수 아이오니.

### 10월
- 10월 1일
  - 미국과 영국의 프리스타일 스키 선수 거스 켄워시.
  - 미국의 야구 선수 로비 레이.
- 10월 2일
  - 대한민국의 쇼트트랙 선수 이은별.
  - 대한민국의 가수, 작곡가 김호중.
  - 대한민국의 야구 선수 김건태.
  - 브라질의 축구 선수 호베르투 피르미누.
  - 대한민국의 핸드볼 선수 이미경.
- 10월 3일
  - 대한민국의 전 스타크래프트 프로게이머 박성균 (KT 롤스터).
  - 일본의 가수 타카죠 아키. (AKB48)
  - 일본의 축구 선수 가키네 다쿠야.
- 10월 4일 - 대한민국의 축구 선수 노동건.
- 10월 5일
  - 중국의 배우 겸 아이돌 샤오잔.
  - 대한민국의 가수 강자민.
- 10월 6일
  - 대한민국의 피트니스 모델 이연화.
  - 대한민국의 가수, 래퍼 프란코.
- 10월 7일
  - 대한민국의 가수 니콜.
  - 대한민국의 가수 레이 (EXO, EXO-M).
- 10월 8일
  - 대한민국의 희극인 김민수.
  - 대한민국의 가수 제이엘.
  - 우즈베키스탄의 권투 선수 루스탐 툴라가노프.
- 10월 9일 - 미국의 배우 켈시 차우.
- 10월 10일
  - 대한민국의 배우 김슬기.
  - 사우디아라비아의 축구 선수 모하메드 알오와이스.
  - 스위스의 축구 선수 제르단 샤키리.
- 10월 11일
  - 대한민국의 가수 소진 (나인뮤지스).
  - 네덜란드의 축구 선수 키카 판 에스.
  - 미국의 음악가, 게임 개발자 토비 폭스.
  - 일본의 가수, 모델 하루나 루나.
  - 일본의 성우 니시야마 코타로.
  - 이탈리아의 축구 선수 주세페 데 루카.
- 10월 12일
  - 대한민국의 기상 캐스터 권혜인.
  - 대한민국의 배우 송지현.
- 10월 13일
  - 대한민국의 기상 캐스터 강아랑.
  - 대한민국의 가수, 래퍼 오왼.
  - 대한민국의 가수 전은진.
  - 대한민국의 영화배우 박하얀.
- 10월 14일 - 대한민국의 연극배우 김수진.
- 10월 15일
  - 대한민국의 쇼트트랙 선수 손수민.
  - 대한민국의 배우, 모델 이서엘.
  - 대한민국의 야구 선수 장국헌.
  - 일본의 여성 아이돌 나카야 사야카. (AKB48)
- 10월 16일
  - 대한민국의 아나운서 장예인.
  - 일본의 축구 선수 오가와 다이키.
- 10월 17일
  - 대한민국의 전 축구 선수 김성은.
  - 중국의 바둑 기사 장웨이제.
- 10월 18일
  - 대한민국의 가수 김유라.
  - 일본의 작가 마후마후.
  - 대한민국의 가수 김민지.
  - 스코틀랜드의 배우 조애나 밴더햄.
- 10월 19일
  - 일본의 바이올리니스트, 성우 Ayasa.
  - 중화인민공화국의 배우 리셴.
- 10월 20일
  - 대한민국의 야구 선수 신진호.
  - 대한민국의 가수 탱.
- 10월 21일 - 아르메니아의 레슬링 선수 아르투르 알렉사냔.
- 10월 22일 - 대한민국의 인터넷 방송인 최고기.
- 10월 23일
  - 대한민국의 가수 곽진언.
  - 대한민국의 가수, 배우 신원호 (크로스진).
  - 스웨덴의 축구 선수 에밀 포르스베리.
  - 대한민국의 축구 선수 권진영.
  - 대한민국의 축구 선수 권용현.
  - 일본의 전 황족 고무로 마코.
  - 스웨덴의 축구 선수 에밀 포르스베리.
- 10월 24일 - 대한민국의 가수 이나.
- 10월 25일 - 대한민국의 작곡가 정바스.
- 10월 26일
  - 대한민국의 정치인 전용기.
  - 대한민국의 배우 지이수.
  - 일본의 배우 이이다 리호.
  - 일본의 배우, 가수 와타나베 슈.
- 10월 27일
  - 일본의 축구 선수 다카하시 쇼헤이.
  - 대한민국의 가수 연우영.
- 10월 28일
  - 아르헨티나의 축구 선수 마르코스 아쿠냐.
  - 잉글랜드의 축구 선수 루시 브론즈.
- 10월 29일 - 대한민국의 아나운서 박지민.
- 10월 30일 - 대한민국의 배우 홍승안.
- 10월 31일 - 대한민국의 배우, 모델 변우석.

### 11월
- 11월 1일
  - 대한민국의 배우 선웅.
  - 대한민국의 축구 선수 김경민.
  - 대한민국의 체조 선수 조재윤.
  - 일본의 배우 하시모토 타이토.
- 11월 2일 - 대한민국의 배우 채지안.
- 11월 3일 - 대한민국의 전직 리그 오브 레전드 프로게이머 두티.
- 11월 4일
  - 일본의 스모 선수 쇼부시 간지. (~2020년)
  - 미국의 배우 아드리아나 체칙.
- 11월 5일 - 대한민국의 축구 선수 김원식.
- 11월 6일 - 대한민국의 가수, 뮤지컬 배우 가영.
- 11월 7일 - 대한민국의 가수, 국악인 박민주.
- 11월 8일
  - 대한민국의 가수 범주.
  - 대한민국의 아나운서 김윤희.
  - 대한민국의 축구 선수 이민아.
- 11월 9일
  - 미국의 가수 애슐리 (레이디스 코드).
  - 대한민국의 야구 선수 문성현.
- 11월 10일 - 대한민국의 축구 선수 고강준.
- 11월 11일 - 대한민국의 래퍼 랍온어비트.
- 11월 12일 - 대한민국의 가수 김연준.
- 11월 13일
  - 대한민국의 배우 맹세창.
  - 캐나다의 배우 데번 보스틱.
  - 미국의 배우 맷 베넷.
- 11월 14일
  - 대한민국의 레이싱 모델 이봄이.
  - 일본의 가수 히라마쓰 가나코.
- 11월 15일
  - 미국의 배우 셰일린 우들리.
  - 대한민국의 희극인 송필근.
- 11월 16일
  - 대한민국의 전 가수 박형식.
  - 대한민국의 프로게이머 윤하운.
  - 일본의 가수 카사이 토모미. (AKB48)
  - 대한민국의 킥복싱 선수 강주희.
  - 세르비아의 축구 선수 네마냐 구델.
- 11월 17일 - 대한민국의 유튜버 유혜주.
- 11월 18일
  - 대한민국의 가수 진영 (B1A4).
  - 대합민국의 가수 스텔라장.
  - 조선민주주의인민공화국의 역도 선수 엄윤철.
- 11월 19일
  - 대한민국의 배우, 모델 강희.
  - 대한민국의 배우 이규원.
  - 아일랜드의 권투 선수 마이클 콘런.
- 11월 20일
  - 대한민국의 래퍼 세용 (마이네임).
  - 대한민국의 래퍼 딘딘.
  - 대한민국의 바둑 기사 이슬아.
  - 대한민국의 야구 선수 이승현.
- 11월 21일
  - 대한민국의 가수 우희 (달샤벳, 유니티).
  - 독일의 축구 선수 디에고 뎀메.
- 11월 22일 - 일본의 가수 시미즈 사키 (Berryz코보).
- 11월 23일
  - 브라질의 축구 선수 윌리앙 주제 다 시우바.
  - 일본의 야구 선수 야마카와 호타카.
  - 일본의 축구 선수 이사 고헤이.
- 11월 24일 - 대한민국의 레이싱 모델 김미나.
- 11월 25일
  - 대한민국의 가수 케빈 (유키스).
  - 필리핀의 배우 마틴 델 로사리오.
- 11월 26일
  - 대한민국의 바둑 기사 강유택.
  - 이탈리아의 축구 선수 마놀로 가비아디니.
- 11월 27일
  - 대한민국의 프로게이머 김도우.
  - 대한민국의 배우 이상이.
- 11월 28일
  - 대한민국의 성우 김윤채.
  - 베트남의 축구 선수 후인느.
- 11월 29일 - 대한민국의 가수 차주현.
- 11월 30일
  - 대한민국의 가수 장들레.
  - 대한민국의 전직 프로게이머 유영진.

### 12월
- 12월 1일
  - 대한민국의 배우 정혜원.
  - 중국의 수영 선수 쑨양.
  - 대한민국의 축구 선수 이민우.
- 12월 2일
  - 대한민국의 수영 선수 출신 인터넷 방송인 정다래.
  - 대한민국의 가수 김가영.
  - 대한민국의 기상캐스터 남유진.
  - 미국의 싱어송라이터 찰리 푸스.
- 12월 3일
  - 대한민국의 래퍼 한요한.
  - 대한민국의 가수 신예영.
  - 대한민국의 가수 지유.
- 12월 4일 - 미국의 종합 격투기 선수 맥스 할로웨이.
- 12월 5일
  - 이탈리아의 축구 선수 야코포 살라.
  - 미국의 야구 선수 크리스천 옐리치.
- 12월 6일
  - 대한민국의 바둑 기사 김나현.
  - 대한민국의 레이싱 모델 진하진.
  - 대한민국의 희극인 조준래.
- 12월 7일
  - 뉴질랜드의 축구 선수 크리스 우드.
  - 일본의 배우 사쿠라다 도리.
  - 대한민국의 래퍼 TAKEWON.
- 12월 8일
  - 대한민국의 아나운서 조윤하.
  - 대한민국의 희극인 송이지.
  - 대한민국의 아나운서 이향원.
- 12월 10일
  - 대한민국의 래퍼 LE (EXID).
  - 대한민국의 프로게이머 김민철.
- 12월 11일
  - 대한민국 전직 리그 오브 레전드 프로게이머 조커.
  - 스웨덴의 가수 안나 베리엔달.
  - 대한민국의 배우 윤혜리.
- 12월 12일
  - 대한민국의 배우 차세영.
  - 대한민국의 야구 선수 김원준.
  - 대한민국의 야구 선수 최선호.
- 12월 13일
  - 일본의 배우 오노 노노카.
  - 짐바브웨의 축구 선수 텐다이 다리콰.
- 12월 14일
  - 일본의 배우, 가수 타카하타 미츠키.
  - 미국의 래퍼, 싱어송라이터 오프셋.
  - 대한민국의 전 배우 차주혁.
  - 대한민국의 아나운서 조은지.
- 12월 15일
  - 미국의 음악가, 배우 알라나 하임 (하임).
  - 대한민국의 축구 선수 최영준.
- 12월 16일
  - 대한민국의 골프 선수 이지혜.
  - 대한민국의 아나운서 정새미나.
  - 대한민국의 만화가 이자혜.
  - 대한민국의 가수 하평.
- 12월 17일
  - 대한민국의 가수 이재진 (F.T 아일랜드).
  - 대한민국의 배우 정해나.
  - 일본의 축구 선수 이즈미사와 진.
- 12월 18일
  - 대한민국의 만화가 정다정.
  - 일본의 가수 이노우에 나루.
  - 대한민국의 아이스하키 선수 박진규.
- 12월 19일
  - 일본의 성우 우에사카 스미레.
  - 중국의 가수, 방송인 펑티모.
  - 네덜란드의 축구 선수 스티븐 베르하위스.
- 12월 20일
  - 대한민국의 가수 김빛찬.
  - 이탈리아의 축구 선수 조르지뉴.
- 12월 21일 - 대한민국의 가수 김형태.
- 12월 22일
  - 대한민국의 배우 이세희.
  - 미국의 래퍼 다베이비.
  - 일본의 가수 시미즈 사키.
- 12월 23일
  - 대한민국의 축구 선수 김정훈.
  - 대한민국의 가수 송푸름.
  - 대한민국의 가수, 싱어송라이터 윤태경.
  - 미국의 배우 소피아 블랙델리아.
  - 체코의 펜싱 선수 미할 추프르.
- 12월 24일
  - 영국의 가수 루이 톰린슨.
  - 대한민국의 성악가 강동훈.
- 12월 25일
  - 일본의 배우 쿠로세 마나미.
  - 일본의 성우, 가수 아이미.
  - 대한민국의 농구 선수 주지훈.
- 12월 26일
  - 대한민국의 필드하키 선수 서정은.
  - 대한민국의 배우 장유빈.
  - 대한민국의 가수 최우진.
  - 미국의 배우 이든 셔.
- 12월 27일
  - 대한민국의 배우 정다인.
  - 대한민국의 배우 선주아.
- 12월 28일
  - 대한민국의 배우 홍승범.
  - 일본의 가수 오오야 시즈카. (AKB48)
- 12월 29일 - 대한민국의 가수 강민희.
- 12월 30일 - 대한민국의 전 아나운서, 앵커 김지현.
- 12월 31일
  - 대한민국의 가수 김나영.
  - 대한민국의 배우 김성철.
  - 우크라이나의 위키인 이호르 코스텐코. (~2014년)

### 미상
- 대한민국의 싱어송라이터 SUMIN.
- 대한민국의 가수 박민영.
- 대한민국의 배우, 모델 박준혁.
- 대한민국의 배우 서지원.
- 대한민국의 만화가 아키라 레이.
- 대한민국의 영화배우 이예은.
- 대한민국의 모델, 배우 박희정.
- 대한민국의 모델 박희정.
- 대한민국의 작가 김규진.
- 대한민국의 세팍타크로 선수 김동희.
- 대한민국의 연극배우 김민진.
- 대한민국의 축구 선수 김수진.
- 대한민국의 미스코리아 김유리.
- 대한민국의 수영 선수 김유연.
- 대한민국의 패션 모델, 음악 프로듀서 김종민.
- 대한민국의 법조인 겸 유튜버 킴변.
- 대한민국의 전 축구 선수 이경수.
- 대한민국의 필드하키 선수 이정준.
- 대한민국의 배우 이호석.
- 대한민국의 가수 지슈.
- 대한민국의 가수 강주은.

## 사망

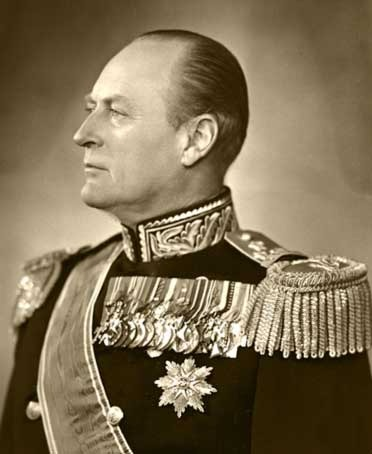
올라프 5세

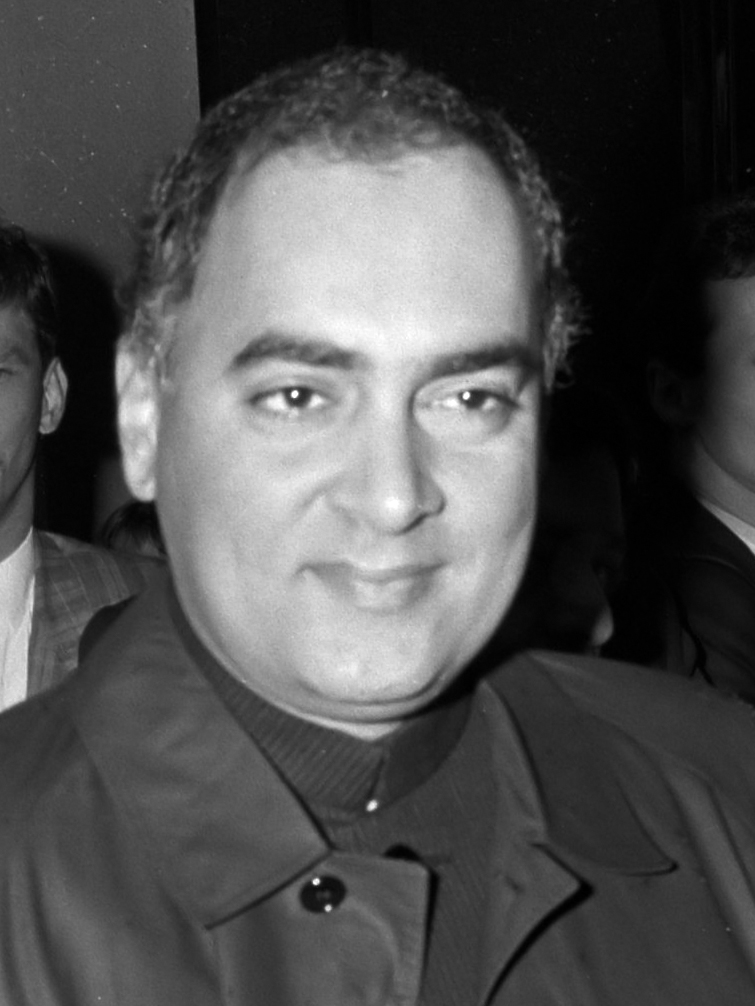
라지브 간디

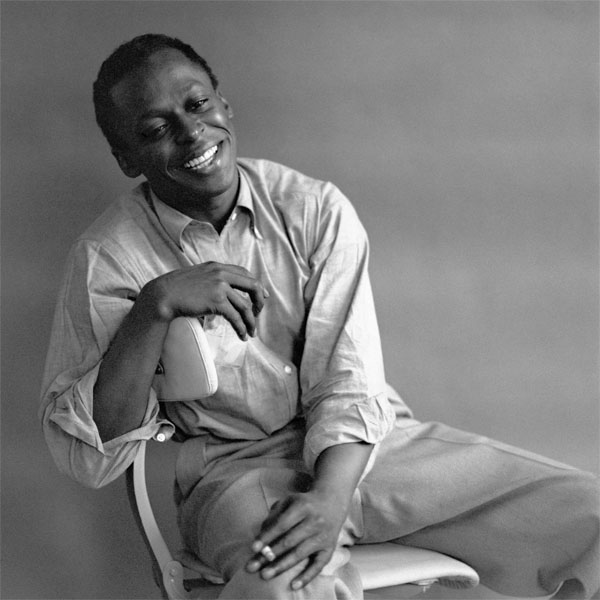
마일스 데이비스

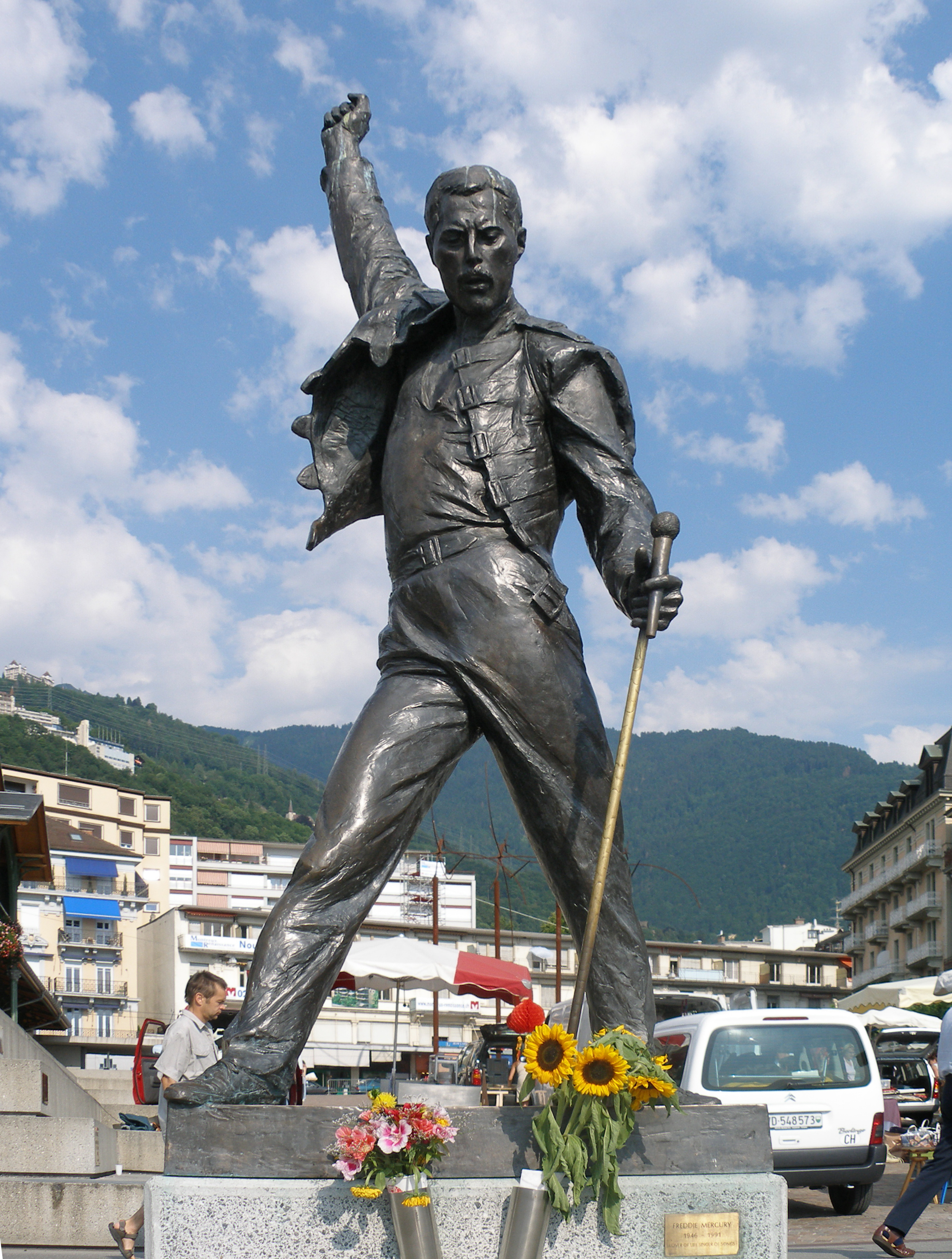
프레디 머큐리

- 1월 17일 - 노르웨이의 국왕 올라프 5세. (1903년~)
- 1월 22일 - 대한민국의 작곡가 한복남. (1919년~)
- 1월 30일 - 미국의 물리학자 존 바딘. (1908년~)
- 2월 20일 - 캐나다의 정치철학자 유진 포시. (1904년~)
- 4월 16일 - 영국의 영화 감독 데이비드 린. (1908년~)
- 4월 26일 - 대한민국의 열사, 학생운동가 강경대. (1972년~)
- 5월 14일 - 중화인민공화국의 정치인 장칭. (1914년~)
- 5월 21일 - 인도의 정치인 라지브 간디. (1944년~)
- 5월 25일 - 대한민국의 학생운동가 김귀정. (1966년~)
- 6월 5일 - 조선민주주의인민공화국의 정치인, 혁명가 허정숙. (1902년~)
- 6월 14일 - 영국의 배우 페기 애시크로프트. (1907년~)
- 7월 19일 - 대한민국의 기업인 이창희. (1933년~)
- 8월 22일 - 소련의 공산주의 정치인 보리스 푸고. (1937년~)
- 9월 7일 - 미국의 물리학자, 연구원 에드윈 맥밀런. (1907년~)
- 9월 28일
  - 프랑스의 작곡가 외젠 보자. (1905년~)
  - 미국의 재즈 음악가 마일스 데이비스. (1926년~)
- 11월 9일 - 프랑스의 배우, 가수 이브 몽탕. (1921년~)
- 11월 24일 - 영국의 가수, 퀸의 리드싱어 프레디 머큐리. (1946년~)
- 12월 15일 - 소련의 저격수 바실리 자이체프. (1915년~)
- 12월 31일 - 대한민국의 성우 이인한. (1924년~)

## 노벨상
- 경제학상: 로널드 H. 코스
- 문학상: 나딘 고디머
- 물리학상: 피에르질 드 젠
- 생리학 및 의학상: 에르빈 네어, 베르트 자크만
- 평화상: 아웅산 수지
- 화학상: 리하르트 R. 에른스트

## 달력
| 1월 |    |    |    |    |    |    |
| 일  | 월 | 화 | 수 | 목 | 금 | 토 |
|     |    | 1  | 2  | 3  | 4  | 5  |
| 6   | 7  | 8  | 9  | 10 | 11 | 12 |
| 13  | 14 | 15 | 16 | 17 | 18 | 19 |
| 20  | 21 | 22 | 23 | 24 | 25 | 26 |
| 27  | 28 | 29 | 30 | 31 |    |    |

| 2월 |    |    |    |    |    |    |
| 일  | 월 | 화 | 수 | 목 | 금 | 토 |
|     |    |    |    |    | 1  | 2  |
| 3   | 4  | 5  | 6  | 7  | 8  | 9  |
| 10  | 11 | 12 | 13 | 14 | 15 | 16 |
| 17  | 18 | 19 | 20 | 21 | 22 | 23 |
| 24  | 25 | 26 | 27 | 28 |    |    |

| 3월 |    |    |    |    |    |    |
| 일  | 월 | 화 | 수 | 목 | 금 | 토 |
|     |    |    |    |    | 1  | 2  |
| 3   | 4  | 5  | 6  | 7  | 8  | 9  |
| 10  | 11 | 12 | 13 | 14 | 15 | 16 |
| 17  | 18 | 19 | 20 | 21 | 22 | 23 |
| 24  | 25 | 26 | 27 | 28 | 29 | 30 |
| 31  |    |    |    |    |    |    |

| 4월 |    |    |    |    |    |    |
| 일  | 월 | 화 | 수 | 목 | 금 | 토 |
|     | 1  | 2  | 3  | 4  | 5  | 6  |
| 7   | 8  | 9  | 10 | 11 | 12 | 13 |
| 14  | 15 | 16 | 17 | 18 | 19 | 20 |
| 21  | 22 | 23 | 24 | 25 | 26 | 27 |
| 28  | 29 | 30 |    |    |    |    |

| 5월 |    |    |    |    |    |    |
| 일  | 월 | 화 | 수 | 목 | 금 | 토 |
|     |    |    | 1  | 2  | 3  | 4  |
| 5   | 6  | 7  | 8  | 9  | 10 | 11 |
| 12  | 13 | 14 | 15 | 16 | 17 | 18 |
| 19  | 20 | 21 | 22 | 23 | 24 | 25 |
| 26  | 27 | 28 | 29 | 30 | 31 |    |

| 6월 |    |    |    |    |    |    |
| 일  | 월 | 화 | 수 | 목 | 금 | 토 |
|     |    |    |    |    |    | 1  |
| 2   | 3  | 4  | 5  | 6  | 7  | 8  |
| 9   | 10 | 11 | 12 | 13 | 14 | 15 |
| 16  | 17 | 18 | 19 | 20 | 21 | 22 |
| 23  | 24 | 25 | 26 | 27 | 28 | 29 |
| 30  |    |    |    |    |    |    |

| 7월 |    |    |    |    |    |    |
| 일  | 월 | 화 | 수 | 목 | 금 | 토 |
|     | 1  | 2  | 3  | 4  | 5  | 6  |
| 7   | 8  | 9  | 10 | 11 | 12 | 13 |
| 14  | 15 | 16 | 17 | 18 | 19 | 20 |
| 21  | 22 | 23 | 24 | 25 | 26 | 27 |
| 28  | 29 | 30 | 31 |    |    |    |

| 8월 |    |    |    |    |    |    |
| 일  | 월 | 화 | 수 | 목 | 금 | 토 |
|     |    |    |    | 1  | 2  | 3  |
| 4   | 5  | 6  | 7  | 8  | 9  | 10 |
| 11  | 12 | 13 | 14 | 15 | 16 | 17 |
| 18  | 19 | 20 | 21 | 22 | 23 | 24 |
| 25  | 26 | 27 | 28 | 29 | 30 | 31 |

| 9월 |    |    |    |    |    |    |
| 일  | 월 | 화 | 수 | 목 | 금 | 토 |
| 1   | 2  | 3  | 4  | 5  | 6  | 7  |
| 8   | 9  | 10 | 11 | 12 | 13 | 14 |
| 15  | 16 | 17 | 18 | 19 | 20 | 21 |
| 22  | 23 | 24 | 25 | 26 | 27 | 28 |
| 29  | 30 |    |    |    |    |    |

| 10월 |    |    |    |    |    |    |
| 일   | 월 | 화 | 수 | 목 | 금 | 토 |
|      |    | 1  | 2  | 3  | 4  | 5  |
| 6    | 7  | 8  | 9  | 10 | 11 | 12 |
| 13   | 14 | 15 | 16 | 17 | 18 | 19 |
| 20   | 21 | 22 | 23 | 24 | 25 | 26 |
| 27   | 28 | 29 | 30 | 31 |    |    |

| 11월 |    |    |    |    |    |    |
| 일   | 월 | 화 | 수 | 목 | 금 | 토 |
|      |    |    |    |    | 1  | 2  |
| 3    | 4  | 5  | 6  | 7  | 8  | 9  |
| 10   | 11 | 12 | 13 | 14 | 15 | 16 |
| 17   | 18 | 19 | 20 | 21 | 22 | 23 |
| 24   | 25 | 26 | 27 | 28 | 29 | 30 |

| 12월 |    |    |    |    |    |    |
| 일   | 월 | 화 | 수 | 목 | 금 | 토 |
| 1    | 2  | 3  | 4  | 5  | 6  | 7  |
| 8    | 9  | 10 | 11 | 12 | 13 | 14 |
| 15   | 16 | 17 | 18 | 19 | 20 | 21 |
| 22   | 23 | 24 | 25 | 26 | 27 | 28 |
| 29   | 30 | 31 |    |    |    |    |

### 음양력 대조 일람
| 음력월 | 월건 | 대소 | 음력 1일의 양력 월일 | 음력 1일 간지 |
| ------ | ---- | ---- | -------------------- | ------------- |
| 1월    | 경인 | 소   | 2월 15일             | 병진          |
| 2월    | 신묘 | 대   | 3월 16일             | 을유          |
| 3월    | 임진 | 소   | 4월 15일             | 을묘          |
| 4월    | 계사 | 소   | 5월 14일             | 갑신          |
| 5월    | 갑오 | 대   | 6월 12일             | 계축          |
| 6월    | 을미 | 소   | 7월 12일             | 계미          |
| 7월    | 병신 | 소   | 8월 10일             | 임자          |
| 8월    | 정유 | 대   | 9월 8일              | 신사          |
| 9월    | 무술 | 소   | 10월 8일             | 신해          |
| 10월   | 기해 | 대   | 11월 6일             | 경진          |
| 11월   | 경자 | 대   | 12월 6일             | 경술          |
| 12월   | 신축 | 대   | 1992년 1월 5일       | 경진          |